# Islas Frisias occidentales
Las islas Frisias occidentales (en neerlandés: Waddeneilanden; en frisón occidental: Nederlânske Waadeilannen) constituyen una cadena de islas en el mar del Norte, frente a las costas neerlandesas. Pertenecen administrativamente al Reino de los Países Bajos. La cadena continúa hacia el este bajo la denominación de islas Frisias orientales (Alemania).
El grupo se extiende desde la punta norte de Holanda Septentrional (Texel) hasta Rottumeroog, a poniente del estuario del río Ems. Pertenecen a esta división:
- Noorderhaaks
- Texel
- Vlieland
- Richel
- Terschelling
- Griend
- Ameland
- Rif
- Engelsmanplaat
- Schiermonnikoog
- Simonszand
- Rottumerplaat
- Rottumeroog